# Jason Lee
Jason Michael Lee (Santa Ana, California, 25 de abril de 1970) es un actor, skater profesional, y productor estadounidense. Es mayormente conocido por su papel protagonista en la serie cómica My Name is Earl haciendo de Earl Hickey, en las 4 películas de Alvin y las Ardillas tomando el rol de Dave Seville y por sus trabajos con el director Kevin Smith. Lee también es cofundador de Stereo Skateboards.
Perteneció a la religión de la cienciología desde el año 1999, en donde su amigo, Ethan Suplee, lo introdujo; aunque la abandonó en el año 2016.

## Comienzos
Nació en Santa Ana, California, hijo de Greg y Linda Lee. Creció en Huntington Beach, donde estudió en el instituto Ocean View High School. Desde pequeño, siempre fue un tanto rebelde, y al llegar a la adolescencia pasaba casi todo el día andando en su monopatín. Tan bueno era en ello, que una vez salido de la secundaria comenzó una carrera en este deporte.

## Skateboarding
Ganó algunos torneos de menor envergadura y permaneció en los mejores rankings durante casi cinco años, hacia fines de los años 1980 y principios de los 90, apareciendo en las principales revistas de skateboarding.
Su habilidad le permitió ser uno de los primeros atletas en tener su propia línea de zapatos deportivos dentro del skateboarding. Luego tuvo su primer contacto con las producciones fílmicas al rodar Video Days, un compendio de los mejores skateboarders y sus mejores trucos.
Sin embargo, cuando se trasladó a Los Ángeles con veintiún años empezó a desarrollar su interés por la actuación. Después de ver a Steve Buscemi haciendo el papel de botones en Barton Fink, Lee supo que quería hacer cine.
Es el cofundador junto a Chris Pastras de la empresa Stereo Skateboards, que patrocina a patinadores profesionales y amateurs.

### Patrocinadores
JLee y Tony Hawk, fueron los dos primeros skateboarders en recibir una firma de zapatos de Airwalk Company. Hasta el 25 de noviembre de 2008, Lee contaba con los patrocinadores Stereo Skateboards, Zumiez, WeSC y Dekline Footwear.

### Videoclips
Lee aparece haciendo skateboarding en el videoclip de la canción "100%" del grupo Sonic Youth. En 2004, el monopatín de Lee fue ofrecido para la película Way Out East!, una cinta producida por Stereo Skateboards que Lee codirigió junto a Pastras y Eric Noren.

### Videojuegos
Lee aparece como personaje interactivo en el juego Skate 3 de EA Sports, disponible para las plataformas Xbox360 y PlayStation 3.
También aparece en el juego Tony Hawk's Project 8, disponible para las plataformas Xbox, Xbox360, PlayStation 2, PSP y PlayStation 3.
Otro juego en el que se lo puede encontrar es en el de Alvin y las Ardillas para Nintendo DS, Wii, PlayStation 2 y PC, y prestando su voz a Syndrome, personaje en el juego de Los Increíbles para Xbox, PlayStation 2, Nintendo GameCube, Game Boy Advance, PC, Macintosh y teléfono móvil.

## Actuación

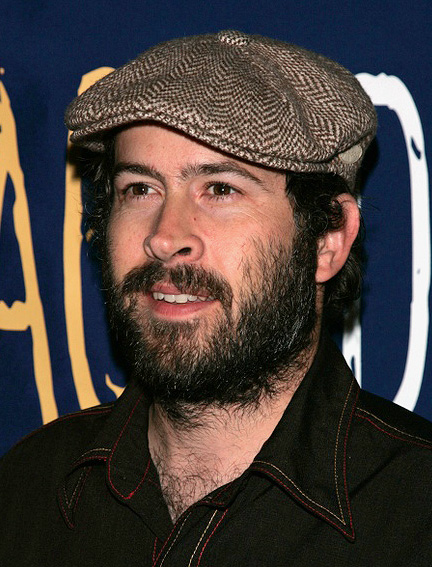
Lee en 2006.

Como actor se inició en los años 1990 con papeles secundarios en videoclips o series. En 1993 debutó en el cine con un personaje secundario en Mi vida loca. En 1994, tuvo otro papel secundario en la película Chance and Things, haciendo de un instructor de gimnasia en la TV. Tras estos dos papeles, decidió alejarse de modo profesional del mundo del monopatín para dedicarse a la actuación. Como protagonista debutó de la mano de Kevin Smith en Mallrats, cinta que fue un éxito. Tras dicha película se hizo amigo del director y colaboró a menudo en sus largometrajes, ganando un Independent Spirit Award por su papel en Persiguiendo a Amy. También participó en otras películas de Smith como Dogma, Jay y Bob el Silencioso contraatacan, Clerks II y Cop Out.
Lee tuvo papeles importantes en Heartbreakers con Jennifer Love Hewitt, Stealing Harvard con Tom Green y A Guy Thing con Julia Stiles y Selma Blair. Tuvo otros papeles secundarios como en Vanilla Sky, Casi famosos haciendo de una estrella de rock, El cazador de sueños, Big Trouble, The Ballad of Jack and Rose y Mumford, y también tuvo un papel menor pero destacado en Enemigo Público, con Will Smith.
Jason Lee prestó su voz para los personajes de Syndrome en Los Increíbles 1, de Underdog en la película del mismo nombre y de Bones en la cinta Monster House. Sin duda las películas por las que se lo conoce mayoritariamente son las 4 de Alvin y las ardillas, donde interpreta a Dave Seville, "padre" adoptivo de las ardillas.
De 2005 a 2009 protagonizó la serie de la NBC My Name Is Earl junto a Ethan Suplee, Jaime Pressly, Eddie Steeples y Nadine Velazquez. En la serie interpretaba a Earl Hickey, un delincuente de poca monta sin respeto por nada ni por nadie, que nada más ganar $100.000 en la lotería de un boleto comprado con dinero robado, pierde el boleto al ser atropellado por un coche. Mientras se encuentra convaleciente en el hospital su esposa le hace firmar el divorcio, y es entonces cuando, a través de la televisión, descubre el karma a raíz de un comentario de Carson Daly en su programa. El descubrimiento del karma le hace replantearse su vida, a la que decide dar un giro a mejor. Es entonces cuando decide escribir una lista con todas las malas acciones que ha hecho con el lema de: "Si haces cosas buenas te pasarán cosas buenas". Por el papel de Earl Hickey fue nominado en dos ocasiones a los Globos de Oro como Mejor actor en una serie de televisión cómica en 2006 y 2007, y también fue nominado a la Mejor interpretación en una serie cómica televisiva, según el Sindicato de Actores, en 2006. Tras cuatro temporadas haciendo My name is Earl, la NBC canceló la serie.
En 2010, TNT estrenó una nueva serie llamada Memphis Beat, que contaba con Lee como protagonista, interpretando a un oficial de policía. En octubre de 2011, TNT decidió no renovar la serie para una segunda temporada.
Entre 2010 y 2013, Lee participó en la serie producida por el mismo productor de My name is Earl, Greg Garcia, llamada Raising Hope, haciendo de una estrella de rock retirada. La similitud entre estas dos series es muy grande ya que comparten el mismo tipo de humor, situaciones, relaciones y personajes. Han llegado a intervenir en ella todos los personajes importantes de My name is Earl. Aparte de Lee también estuvieron Ethan Suplee, Jaime Pressly, Nadine Velazquez y Eddie Steeples. Estos cinco actores han sido homenajeados en un capítulo especial en la tercera temporada de Raising Hope animando la fiesta de la pequeña Hope.
En diciembre de 2011, Jason Lee participó en la serie de la NBC Up All Night.
En junio de 2013, una cuarta entrega de la franquicia de Alvin y las Ardillas fue anunciada entonces por el estudio 20th Century Fox con fecha de lanzamiento para el 11 de diciembre de 2015. Sin embargo, la participación de Lee finalmente no fue confirmada.
Luego, Lee trabajó con Amazon Studios y el canal Hallmark. Con Amazon Studios, Lee actuó en el episodio piloto de Cocked, en donde interpreta a Grady Paxson, uno de los tres hombres que dirigen una empresa de fabricación de armas. La serie se estrenó el 15 de enero de 2015 y también está protagonizada por Brian Dennehy, Diora Baird, Dreama Walker y Sam Trammell. El 25 de enero de 2015, el canal Hallmark estrenó Away & Back, una película de Hallmark Hall of Fame protagonizada por Lee junto con Maggie Elizabeth Jones y Minka Kelly.

## Obras de caridad
En agosto de 2012, Lee asistió al noveno Stand Up For Skateparks Event, para ayudar a la fundación de su amigo Tony Hawk. En octubre del mismo año, Lee participó junto a Pastras y otros skaters en un vídeo realizado para la "Keep A Breast Foundation". El vídeo contribuía a la prevención del cáncer de mama, promocionando un brazalete con la frase "I Love Boobies". El vídeo también contó con la ayuda de Clint Peterson (Stereo) y Giovanni Reda (WESC), compañeros de Lee en su empresa.

## Vida personal

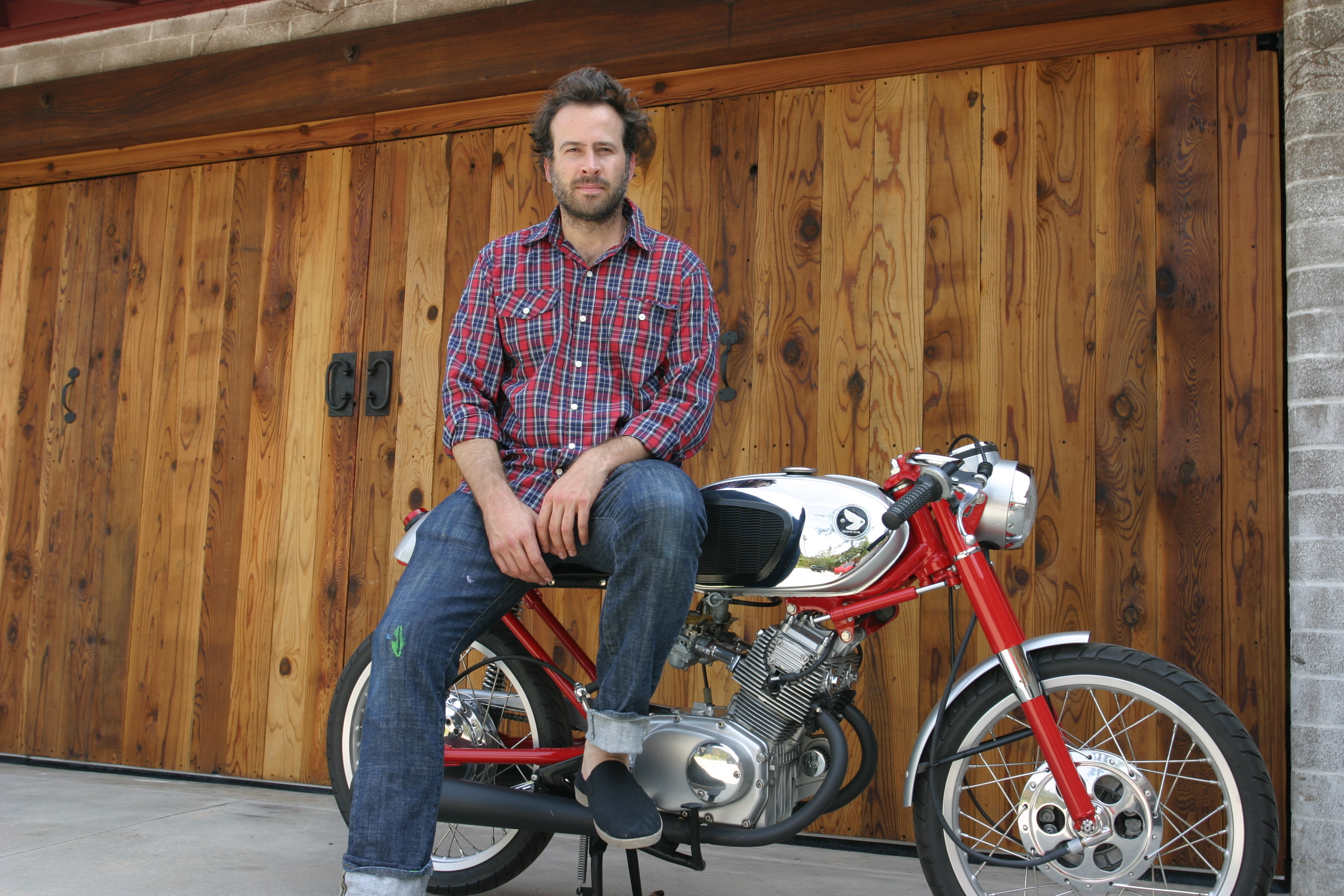
Lee el 7 de noviembre de 2008.

Lee estuvo casado con la actriz Carmen Llywelyn desde 1995, pero se divorciaron en 2001. Carmen afirmó después que la devoción de Lee por la Cienciología había arruinado su matrimonio.
Posteriormente Lee se juntó con la actriz Beth Riesgraf, con la que tuvo a su primer hijo, Pilot Inspector Lee. Este inusual nombre fue inspirado por la canción "He's Simple, He's Dumb, He's the Pilot". Lee y Riesgraf se separaron en 2007.
En agosto de 2008, Lee tuvo con su pareja, Ceren Alkaç, una hija a la cual llamaron Casper y el 24 de noviembre de 2008, el publicista de Lee anunció que la pareja se había casado en secreto en California en julio de ese año. El 16 de junio de 2012, tuvieron a su segundo hijo, en Los Ángeles, y la pareja lo llamó Sonny. La pareja aún se mantiene unida.
Entre sus hobbies, Lee tiene una considerable colección de motocicletas, las cuales utiliza a diario.

## Filmografía

### Cine
| Año  | Título                                    | Personaje                            | Notas |
| ---- | ----------------------------------------- | ------------------------------------ | --- |
| 1991 | Video Days                                |                                      | |
| 1993 | Mi vida loca                              | Adolescente drogado                  | |
| 1994 | Chance and Things                         | Instructor de baile en la televisión | |
| 1995 | Mallrats                                  | Brodie Buce                          | |
| 1996 | Drawing Flies                             | Donner                               | |
| 1997 | Persiguiendo a Amy                        | Banky Edwards                        | Independent Spirit Award al mejor actor de reparto |
| 1997 | Weapons of Mass Distraction               | Philip Messenger                     | |
| 1997 | A Better Place                            | Dennis Pepper                        | |
| 1998 | Kissing a fool                            | Jay Murphy                           | |
| 1998 | American Cuisine                          | Loren Collins                        | |
| 1998 | Enemigo público                           | Daniel Zavitz                        | |
| 1999 | Dogma                                     | Azrael                               | |
| 1999 | Mumford                                   | Skip Skipperton                      | |
| 2000 | Casi famosos                              | Jeff Bebe                            | Online Film Critics Society Award al mejor Cast Nominado- Blockbuster Entertainment Award for Favorite Supporting Actor - Drama/Romance Nominado- Premio del Sindicato de Actores al mejor reparto |
| 2001 | Heartbreakers                             | Jack Withrowe                        | |
| 2001 | Jay y Bob el Silencioso contraatacan      | Brodie Bruce / Banky Edwards         | |
| 2001 | Vanilla Sky                               | Brian Shelby                         | |
| 2002 | Big Trouble                               | Puggy                                | |
| 2002 | Stoked: The Rise and Fall of Gator        |                                      | Documental |
| 2002 | Stealing Harvard                          | John Plummer                         | |
| 2003 | A Guy Thing                               | Paul                                 | |
| 2003 | El cazador de sueños                      | Beaver                               | |
| 2003 | I Love Your Work                          | Larry Hortensen                      | |
| 2004 | Oh, What a Lovely Tea Party               |                                      | Documental |
| 2004 | Jersey Girl                               | PR Exec #1                           | |
| 2004 | Los Increíbles                            | Syndrome / Buddy Pine ("IncrediBoy") | Voz |
| 2005 | Jack-Jack Attack                          | Syndrome                             | Voz Cortometraje incluido en el DVD de Los Increíbles |
| 2005 | The Ballad of Jack and Rose               | Gray                                 | |
| 2005 | Drop Dead Sexy                            | Frank                                | |
| 2006 | Clerks II                                 | Lance Dowds                          | |
| 2006 | Rising Son: The Legend of Christian Hosoi |                                      | Documental |
| 2006 | Monster House                             | Bones                                | Voz |
| 2007 | Underdog                                  | Underdog (Shoeshine)                 | Voz |
| 2007 | The Man Who Souled the World              |                                      | Documental |
| 2007 | Alvin y las ardillas (película)           | David Seville                        | Protagonista |
| 2008 | Celebrity Family Feud                     | Earl Hickey                          | |
| 2009 | Alvin y las ardillas 2                    | David Seville                        | Cameo |
| 2010 | Cop Out                                   | Roy                                  | |
| 2011 | Noah's Ark: The New Beginning             | Japheth                              | Voz |
| 2011 | The Other Side                            | Mortimer Flybait                     | Voz |
| 2011 | Columbus Circle                           | Charlie                              | |
| 2011 | Alvin y las ardillas 3                    | David Seville                        | Protagonista |
| 2012 | Back in Time                              | Henry Foster                         | |
| 2012 | Happy Holidays, Katherine Sloane          |                                      | |
| 2013 | Behaving Badly                            | Padre Krumins                        | |
| 2014 | Tell                                      | Ray                                  | |
| 2015 | Good Ol' Boy                              | Butch Brunner                        | |
| 2015 | Alvin y las ardillas 4                    | David Seville                        | Protagonista |
| 2019 | Jay and Silent Bob Reboot                 |                                      | |
| 2020 | We Bare Bears: The Movie                  | Charlie                              | |
| 2024 | The 4:30 Movie                            | padre de Brian                       | |

### Televisión
| Año        | Título          | Personaje        | Notas |
| ---------- | --------------- | ---------------- | --- |
| 2005- 2009 | My Name Is Earl | Earl Hickey      | 96 episodios Produjo alrededor de 50 episodios Nominado- Globo de Oro al mejor actor de serie de televisión - Comedia o musical (2006-2007) Nominado- Satellite Award al mejor Actor de Televisión - Comedia o musical (2005-2006) Nominado- Premio del Sindicato de Actores al mejor actor de televisión - Comedia (2005-2006) (2006-2007) Nominado- Premio del Sindicato de Actores al mejor reparto de televisión - Comedia (2006-2007) |
| 2010- 2011 | Memphis Beat    | Dwight Hendricks | 20 episodios |
| 2010-2013  | Raising Hope    | Smokey Floyd     | 3 episodios; Estrella invitada |
| 2011       | Up All Night    | Kevin            | Estrella invitada |
| 2013       | The Kroll Show  | Invitado         | |
| 2013       | Men at Work     | Donnie           | Estrella invitada |
| 2013       | Second Sight    |                  | Episodio piloto, protagonista |
| 2015       | Cocked          | Grady Paxson     | Amazon Studios, episodio piloto |
| 2015       | Away and Back   | Jack Peterson    | |

### Videojuegos
| Año  | Título                                      | Papel               | Notas                           |
| ---- | ------------------------------------------- | ------------------- | ------------------------------- |
| 2004 | Los Increíbles                              | Syndrome            | Voz                             |
| 2004 | Los Increíbles: Cuando se Acerca el Peligro | Syndrome            | Voz                             |
| 2006 | Tony Hawk's Project 8                       | Él mismo            | Voz y con Captura de movimiento |
| 2007 | Alvin y las Ardillas                        | David Seville       | Voz y algunas escenas           |
| 2010 | Skate 3                                     | Entrenador de Frank | Voz                             |
| 2013 | Disney Infinity                             | Syndrome            | Voz                             |
| 2015 | Disney Infinity 3.0                         | Syndrome            | Voz                             |
| 2018 | LEGO Los Increíbles                         | Syndrome            | Voz                             |